# Multi Viral (canção)
"Multi_Viral" é o um single da banda porto-riquenha Calle 13, lançado em 2013 como primeiro single do seu quinto álbum, de mesmo nome. Conta com a participação do guitarrista estadunidense Tom Morello (Rage Against the Machine), da cantora palestina Kamilya Jubran e spoken words do jornalista australiano e fundador do WikiLeaks Julian Assange, que foram gravadas na Embaixada do Equador em Londres, onde ele se encontra em asilo diplomático.
A canção fala sobre manipulação da mídia e desinformação ao mesmo tempo em que dialoga com protestos como o Occupy Wall Street e o Yo Soy 132. O letrista e vocalista da banda Residente comentou o tema afirmando: "A mídia está controlando tudo, até as mentes das pessoas, tudo. Aqui nos EUA, é pior, é como uma bolha... É importante ter a informação certa, e você não vai conseguir isso de um jornal ou um programa de TV. Você tem que procurar por isso. Para conseguir o retrato completo, você tem que ler muito e procurar por você mesmo. Do contrário, você se encontrará numa guerra que você pensa ser uma boa ideia, mas não é por uma boa razão."
Tom declarou que ele se convenceu a trabalhar na faixa quando soube que Julian participaria dela. Ele descreveu o Calle 13 como "camaradas de armas nas barricadas. Um dos marcos da carreira deles é tecer suas convicções em suas músicas que arrebentam, e isso é algo que eu me esforcei em fazer em minha carreira também."

## Vídeo
O vídeo de "Multi_Viral" foi dirigido por Kacho López, produzido por Zapatero Filmes e filmado em Belém e Beit Sahour, ambas na Palestina. Ele mostra um garoto usando partes de um rifle para construir uma guitarra customizada. A Anistia Internacional da Venezuela apoiou o vídeo e agradeceu o Calle 13 por seus "esforços em combater a violência".

## Paradas
| Parada (2013)                     | Melhor posição |
| --------------------------------- | -------------- |
| US Latin Digital Songs (Billboard | 39             |